# Bernardo Segni
Bernardo Segni, né le 21 février 1504 à Florence et mort le 13 avril 1558 dans la même ville, est un historien et traducteur italien

## Biographie
Né le 21 février 1504 à Florence d’une famille ancienne, se rendit à Padoue pour y suivre les cours de droit, qu’il dut interrompre pour obéir à la volonté de ses parents. Il passa quelque temps à L'Aquila, où il dirigea une maison de commerce, à laquelle son père était intéressé. Florence était alors agitée par les factions. La voix de Savonarola et les projets ambitieux des Médicis y excitaient le peuple à la guerre civile. Nicolas Capponi, élu gonfalonnier de justice après l’expulsion de cette famille, était l’oncle maternel de Segni : déchu du pouvoir, il trouva dans ce neveu un ardent défenseur. Non content d’avoir écrit la vie du gonfalonnier, Bernard voulut tracer sur un plus vaste plan les faits dont il avait été témoin, et, dépassant les bornes qu’il s’était d’abord prescrites, il mêla au récit des troubles de Florence les événements généraux de l’Europe. D’abord partisan zélé de la liberté de sa patrie, Segni ne devint pas moins l’ami de ceux qui s’en déclarèrent les oppresseurs, et, après avoir employé sa plume à venger la mémoire du premier magistrat de la République, il offrit ses services au duc Cosme, qui, en 1541, le chargea d’une mission auprès de Ferdinand, roi des Romains. L’année suivante, l’ambassadeur fut nommé consul de l’Académie florentine, qui à cette époque n’accordait suffrages qu’aux citoyens les plus recommandables par leur savoir. Quoique ses travaux historiques ne fussent pas encore connus, Segni jouissait de la réputation d’homme éclairé, et l’on savait qu’il était occupé à traduire quelques traités d’Aristote. L’Accademia della Crusca a rangé ces essais parmi les monuments les plus précieux de la langue italienne. Comme historien, Segni nous paraît loin de justifier les éloges qui lui ont été prodigués. Son ouvrage est moins une histoire qu’une chronique, où les faits sont entassés sans ordre et sans proportion. Le style ne manque pas de correction ; mais il n’est ni varié ni agréable, et la profusion de noms dont l’auteur a hérissé ses récits embarrasse souvent sa narration. Le grand nombre de portraits et de faits minutieux qui se pressent dans son tableau ne permet pas de distinguer les personnages principaux et lui ôte ce relief qui est nécessaire pour bien saisir le caractère de leur physionomie. L’Histoire de Florence et la Vie de Capponi, que Segni avait tenues soigneusement cachées de son vivant, passèrent, après sa mort, dans les mains du cardinal Charles de Médicis, plus intéressé à les cacher qu’à les rendre publiques. Quelques copies qui en avaient été faites ont conservé cet ouvrage, et il fut publié pour la première fois en 1723, d’après un manuscrit qui avait appartenu à un archevêque de Turin. Segni mourut à Florence, le 13 avril 1558.

## Œuvres
- Rettorica e poetica d’Aristotile, tradotte di greco in lingua volgare fiorentina, Florence, Torrentino, 1549, in-4°, et Venise, 1581, in-12°
- Trattato de’ governi, Florence, 1549, in-4°, et Venise, 1551, in-12
- l’Etica, tradotta e comentata, Florence, 1550, in-4°, et Venise, 1551, in-8°.
- Trattato sopra i libri dell’anima, Florence, 1583, publié par le fils de l’auteur. Cet ouvrage, dont on ne réimprima que les quatre premiers feuillets, reparut en 1607, le faux titre suivant : i Tre libri d’Aristotile sopra l’anima, etc. ce qui ferait supposer que le traité de Segni est un nouvel ouvrage d’Aristote.
- Storie Fiorentine dall’anno 1527 all’anno 1555, colla vita di Niccolò Capponi, Augsbourg, 1723, in-fol., avec deux grands portraits de Capponi et de Segni ; id., Palerme, 1778, 2 vol. in-4°. Dans presque tous les exemplaires, on trouve une lacune à la page 304, où l’auteur avait raconté l’attentat de Pierre-Louis Farnèse sur la personne de l’évêque de Fano.
- L’Edipo principe, tragedia, tradotta da Sofocle, Florence, 1811, in-4°. Ce n’est pas une première édition, comme l’avait cru l’éditeur, qui n’avait pas eu connaissance de celle de Palerme. Voyez, pour d’autres détails, Cavalcanti, Notizie intorno alla vita di Bernardo Segni, en tête de l’édition des Storie Fiorentine ; Salvini, Fasti consolari, p. 15, et Notizie dell’Accademia Fiorentina, p. 31.